# Pattinaggio di figura al IX Festival olimpico invernale della gioventù europea
Le gare di pattinaggio di figura al IX Festival olimpico invernale della gioventù europea si sono svolte dal 14 al 21 febbraio 2009 a Cieszyn, in Polonia.

## Podi

### Ragazzi
| Evento             | Oro                                         | Argento                                          | Bronzo                                    |
| Singolo maschile   | Viktor Romanenkov                           | Stanislav Pertsov                                | Gordey Gorshkov                           |
| Singolo femminile  | Miriam Ziegler                              | Joshi Helgesson                                  | Anne Line Gjersem                         |
| Danza su. ghiaccio | Russia Tatiana Baturintseva / Ivan Volobuev | Ucraina Ruslana Yurchenko / Aleksandr Liubchenko | Rep. Ceca Gabriela Kubova / Petr Seknicka |